# Chinesische Eibe
Die Chinesische Eibe (Taxus sumatrana) ist eine Pflanzenart aus der Gattung der Eiben (Taxus) in der Familie der Eibengewächse (Taxaceae).

## Beschreibung

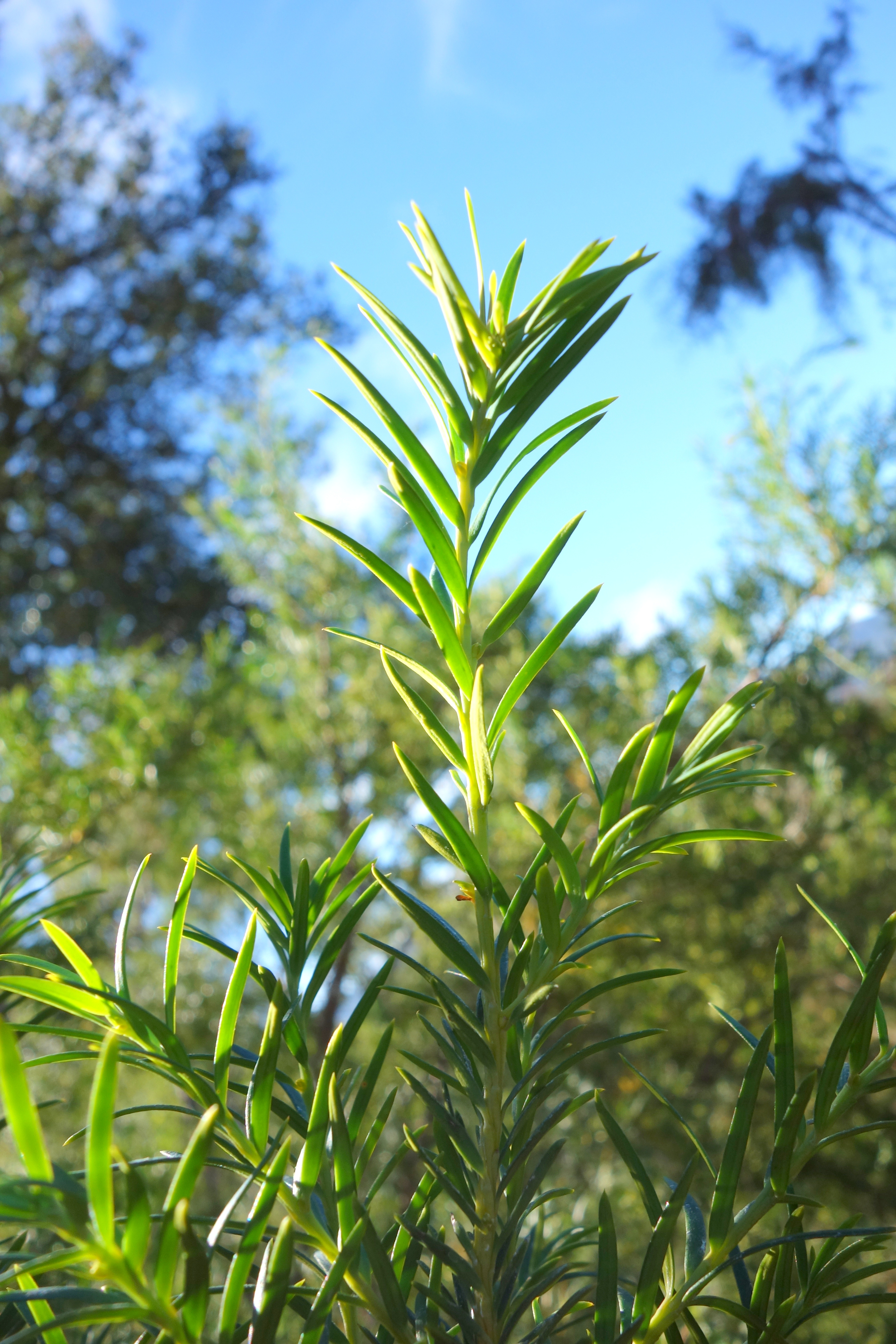
Zweig mit Nadelblättern

### Vegetative Merkmale
Die Chinesische Eibe ist ein immergrüner Strauch bis Baum, der Wuchshöhen von bis zu 14 Metern erreicht. Sie besitzt eine breit buschige Wuchsform wenn sie angepflanzt wird. Die Borke ist gräulich-rot. Die Chinesische Eibe ist sehr locker benadelt; ganze Partien der Zweige sind sogar völlig unbenadelt. Die spiralig an den Zweigen angeordneten, aber wie zweireihig wirkenden Nadeln sind schmal (2 bis 2,5 Millimeter) und 1,2 bis 2,7 Zentimeter lang.

### Generative Merkmale
Die im Jahr der Befruchtung im November reifenden und zu zweit bis dritt zusammen stehenden, eiförmigen Samen sind etwa 5 Millimeter lang und von einem roten Samenmantel (Arillus) umgeben.
Die Chromosomenzahl beträgt 2n = 24.

## Vorkommen
Taxus sumatrana gedeiht in einem disjunkten Areal:
Im Himalaja-Gebiet sind die Areale von Taxus sumatrana in Afghanistan, Tibet, Nepal, Indien, Bhutan und Myanmar.
In Vietnam wächst sie in Höhenlagen von 400 bis 2150 Metern. In Sumatra, den Philippinen und Celebes gibt es Standorte zwischen 1400 und 2300 Metern in feuchten tropischen Bergwäldern, tropischen Hochlandgebieten und Wolkenwäldern im Unterholz; lokal kann sie dort dominant sein. In Taiwan hat sie Standorte in nördlichen und zentralen Bereichen der Insel in Höhenlagen von 1000 bis 3000 Metern. Es gibt auch Angaben für China und dort sei sie in Höhenlagen von 1500 bis 3100 Metern zu finden, aber dabei handelt es sich wohl um Taxus wallichiana oder Taxus mairei.

## Systematik
Die Erstbeschreibung erfolgte 1859 unter dem Namen (Basionym) Cephalotaxus sumatrana durch Friedrich Anton Wilhelm Miquelin Flora van Nederlandsch Indië, 2, 7, Seite 1076. Die Neukombination zu Taxus sumatrana (Miq.) de Laub. wurde 1978 durch David John de Laubenfels in Kalikasan, Philippine Journal of Biology, Volume 7, Issue 2, Seite 151 veröffentlicht.
Unter anderem aufgrund der Schwierigkeiten, diese Art in Varietäten zu gliedern oder Unterformen doch als eigene Arten zu betrachten, gibt es eine Fülle von weiteren Synonymen für Taxus sumatrana (Miq.) de Laub.: Cephalotaxus celebica Warb., Cephalotaxus mannii Pritzel ex Diels non Hook. f., Podocarpus celebicus Hemsl., Taxus baccata Masters non L., Taxus baccata ssp. cuspidata var. chinensis Pilger, Taxus baccata ssp. wallichiana Pilger non Zucc., Taxus baccata var. sinensis Henry, Taxus celebica (Warb.) H.L.Li, Taxus cuspidata Kaneh. non Sieb. & Zucc., Taxus cuspidata var. chinensis (Pilger) Rehder & Wilson, Taxus chinensis (Pilger) Rehder, Taxus fuana Nan Li & R.R.Mill, Taxus mairei (Lemée & H.Lév.) S.Y.Hu Taxus speciosa Florin, Taxus wallichiana Foxworthy non Zucc., Taxus wallichiana var. chinensis (Pilger) Florin, Taxus yunnanensis W.C.Cheng & L.K.Fu, Tsuga mairei Lemée & Lév.

## Nutzung
Sie wird in Mitteleuropa sehr selten gepflanzt.

## Weiterführende Literatur
- M. Möller, L. M. Gao, R. R. Mill, J. Liu, D. Q. Zhang, R. C. Poudel, D. Z. Li: A multidisciplinary approach reveals hidden taxonomic diversity in the morphologically challenging Taxus wallichiana complex. In: Taxon, Volume 62, Issue 6, 2013, S. 1161–1177. doi:10.12705/626.9